# Left Lane Cruiser

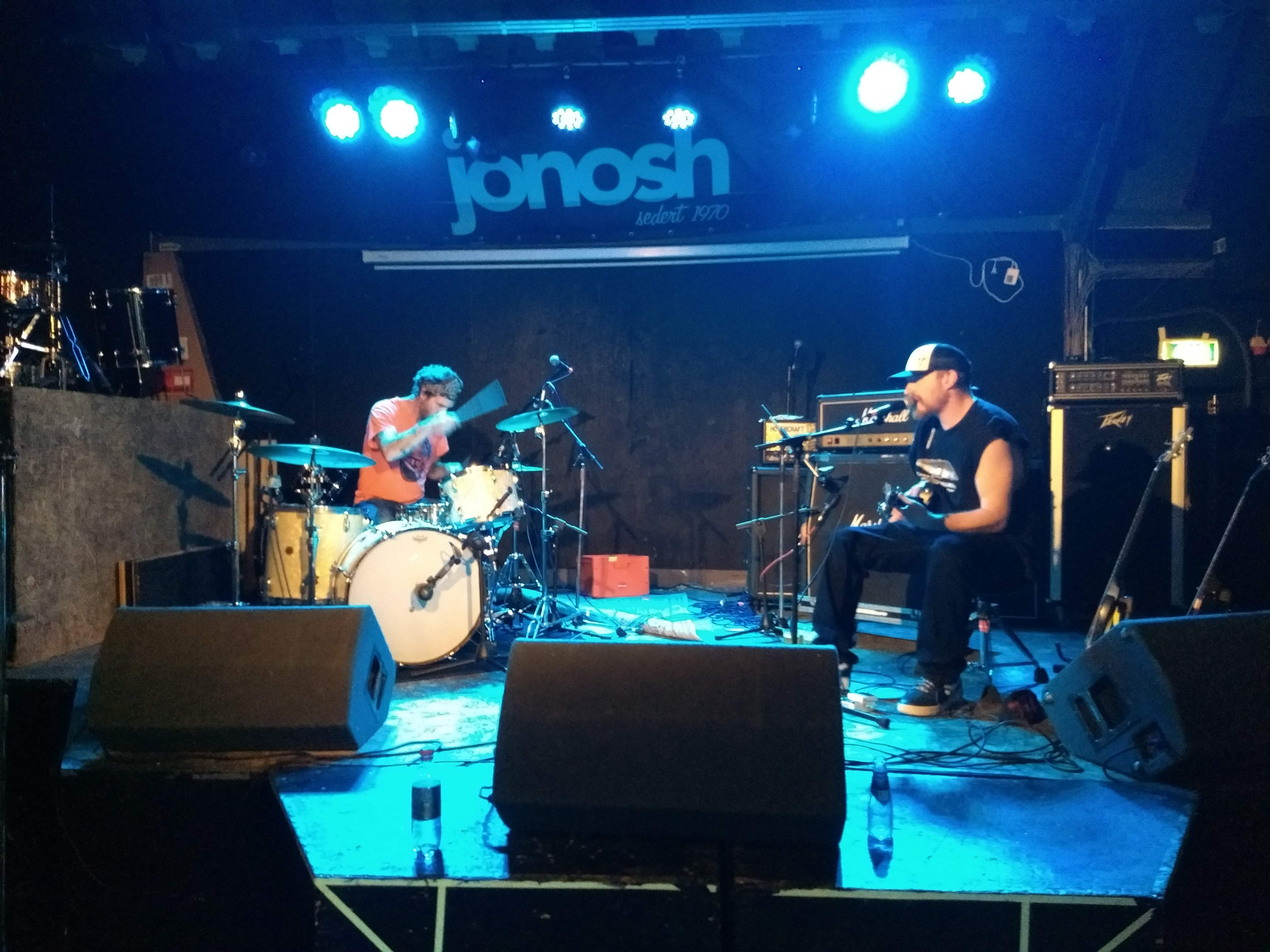
Left Lane Cruiser - 2019 - Jonosh - Heusden

Left Lane Cruiser é uma banda de blues rock dos Estados Unidos, originária de Fort Wayne, Indiana.
Actualmente a banda é composta por Fredrick "Joe" Evans IV na slide guitar e voz, e com Brenn Beck na bateria, harmónica, vocalista de apoio e vários instrumentos de percussão.

## Discografia

### Álbuns de estúdio
| Ano  | Título                     | Selo                        | Notas                                     |
| 2006 | Gettin' Down On It         | Hillgrass Bluebilly Records | Re-editado em 2009                        |
| 2008 | Bring Yo' Ass To The Table | Alive Records               | 8 de Janeiro, 2008                        |
| 2009 | All You Can Eat            | Alive Records               | 15 de Setembro, 2009                      |
| 2011 | Junkyard Speed Ball        | Alive Records               | 1 de Março, 2011                          |
| 2012 | Painkillers                | Alive Records               | 26 de Junho, 2012, com Reverend James Leg |
| 2013 | Rock Them Back To Hell!    | Alive Records               | 17 de Setembro, 2013                      |
| 2014 | Slingshot                  | Hillgrass Bluebilly Records | 8 de Abril, 2014                          |
| 2015 | Dirty Spliff Blues         | Alive Records               | 15 de Junho, 2015                         |
| 2016 | Beck In Black              | Alive Records               | 8 de Julho, 2016                          |
| 2017 | Claw Machine Wizard        | Alive Records               | 19 de Maio, 2017                          |